# مسجد اسماعیل بیگ

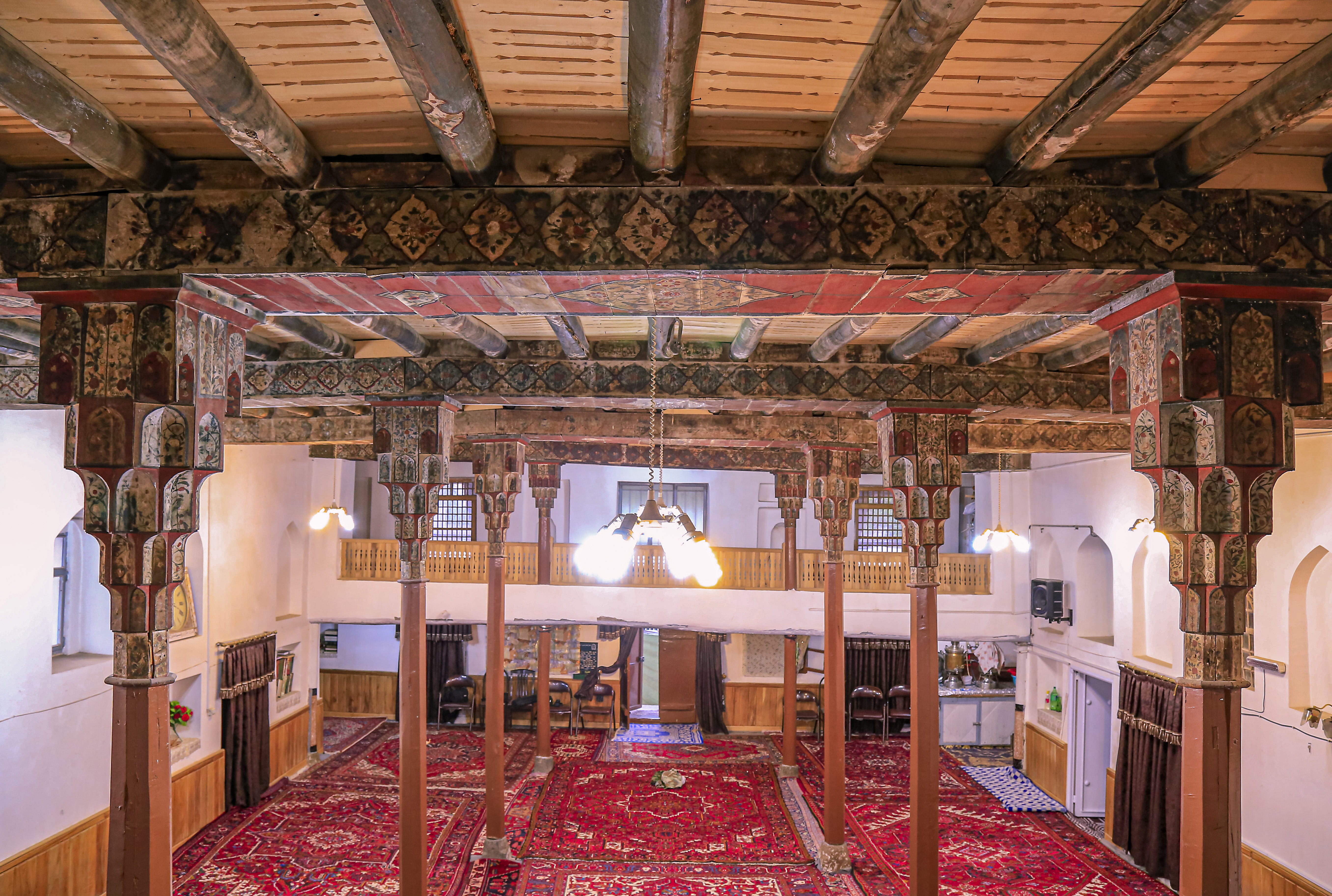
تصویری از سقف و سرستون های زیبای مسجد اسماعیل بیگ بناب

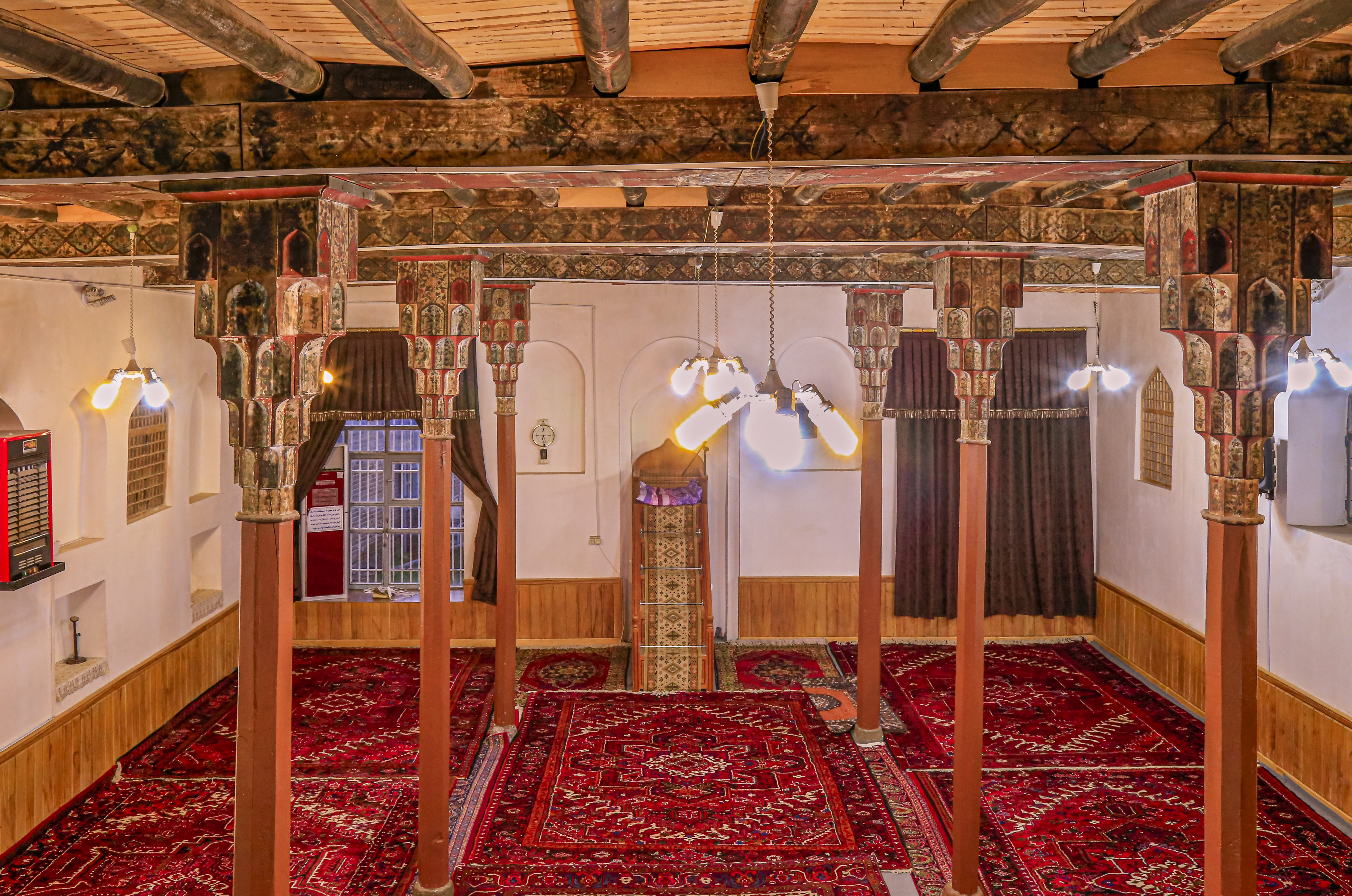
عکسی از مسجد اسماعیل بیگ بناب و سرستون های زیبایش

مسجد اسماعیل بیگ مربوط به دوره صفوی است و در بناب، خیابان بهشتی (دریا) و پشت آموزش و پرورش واقع شده و این اثر در تاریخ ۱۶ اسفند ۱۳۵۶ با شمارهٔ ثبت ۱۶۱۲ به‌عنوان یکی از آثار ملی ایران به ثبت رسیده‌است.